# آلون أبوتبول
آلون موني أبوتبول (بالعبرية: אלון אבוטבול) هو ممثل إسرائيلي من أصل جزائري مصري ولد بتاريخ 28 مايو 1965 في كريات آتا.

## أعماله
بدا مسيرته سنة 1979 ومثل في الكثير من الأعمال أبرزها نهوض فارس الظلام وبويكا:لا يقهر ولندن تسقط ورامبو 3.

## وصلات خارجية
- آلون أبوتبول على موقع IMDb (الإنجليزية)
- آلون أبوتبول على موقع ألو سيني (الفرنسية)
- آلون أبوتبول على موقع ميوزك برينز (الإنجليزية)
- آلون أبوتبول على موقع أول موفي (الإنجليزية)
- آلون أبوتبول على موقع قاعدة بيانات الأفلام السويدية (السويدية)
- آلون أبوتبول على موقع قاعدة بيانات الفيلم (الإنجليزية)
- آلون أبوتبول على موقع كينوبويسك (الروسية)